# Пауль Лангерганс
Пауль Лангерганс (Лангерханс; нім. Paul Langerhans; 25 липня 1847, Берлін — 20 липня 1888, Фуншал, Мадейра) — німецький анатом, гістолог, біолог.

## Біографічні відомості
Навчався в Берліні, потім працював у галузі патологічної анатомії, подорожував по Сирії та Палестині проводячи краніометричні вимірювання та вивчаючи проказу, в 1871 році був призначений прозектором у Фрейбург. У науці Лангерганс займався анатомією і гістологією нервової системи, серця, шкірного покриву і кісток, ембріологією, патологією сухот і прокази тощо.

## Епоніми
- Острівці Лангерганса, складові ендокринної частини підшлункова залоза;
- Клітини Лангерганса — клітини шкіри, що беруть участь в імунній відповіді;
- Лангерин — білок, що транскриптується в клітинах Лангерганса

## Публікації
- «Ueber die Nerven der menschlichen Haut» (1868)
- «Ueber den feineren Bau der Bauchspeicheldrüse» (1869)
- «Ueber den Bau der sympathischen Ganglienzellen» (1872)